# Michael Learns to Rock (album fra 1991)
Michael Learns to Rock er det selvbetitlede debutalbum fra den danske softrock og poprock-gruppe Michael Learns to Rock. Det blev udgivet i september 1991 via Medley Records i Danmark. Det solgte 180.000 eksemplarer i Skandinavien og 250.000 eksemplarer i resten af verden. Albummet indeholder gruppens signatursang "The Actor", som opnåede en førsteplads i både Danmark, Norge, Sverige, Indonesien, Malaysia, Singapore og Filippinerne.

## Spor
| #   | Titel                                  | Producer(e)                           | Længde |
| --- | -------------------------------------- | ------------------------------------- | ------ |
| 1.  | "My Blue Angel"                        | Steve Barri, Tony Peluso, Scher (co.) | 3:55   |
| 2.  | "Looking at Love"                      | Barri, Peluso                         | 4:30   |
| 3.  | "A Kiss in the Rain"                   | Barri, Peluso, Scher (co.)            | 4:45   |
| 4.  | "The Actor"                            | Jens Hofman, Oli Poulsen              | 4:34   |
| 5.  | "Messages"                             | Hofman, Poulsen                       | 4:32   |
| 6.  | "I Still Carry On"                     | Hofman, Poulsen                       | 4:36   |
| 7.  | "Crazy Dream"                          | Barri, Peluso                         | 3:59   |
| 8.  | "African Queen"                        | Hofman, Poulsen, Peluso               | 4:10   |
| 9.  | "Come on and Dance"                    | Hofman, Poulsen, Peluso               | 4:44   |
| 10. | "Let's Build a Room"                   | Hofman, Poulsen, Peluso               | 3:35   |
| 11. | "Gone After Midnight" (CD bonus track) | Hofman, Poulsen                       | 4:10   |

| 12. | "The Actor" (remix '99)                | 4:11 |
| 13. | "The Actor" (tidlig klaverversion)     | 4:22 |
| 14. | "I'll Kill for You" (Outtake 1990)     | 4:03 |
| 15. | "The Actor" (Dansk version 17/07/1990) | 4:36 |

## Hitliste
| Hitliste (1992)    | Højeste placering |
| ------------------ | ----------------- |
| Norsk Album Chart  | 5                 |
| Dansk albumhitlite | 1                 |